# La Llagosta
La Llagosta è un comune spagnolo di 12 042 abitanti situato nella comunità autonoma della Catalogna, situato a 17 km. a nord-est di Barcellona.